# Нифанка
Нифанка — село в Щучанском районе Курганской области. В рамках организации местного самоуправления входит (с 2022 года) в муниципальное образование Щучанский муниципальный округ.

## География
Село расположено на берегу озера Нифановское и примыкает к городу Щучье, районному центру.

## История
По данным на 1926 год состояло из 219 хозяйств.
До 1917 года входила в состав Сухоборской волости Челябинского уезда Оренбургской губернии.
На 1926 год входила в состав Щучанского сельсовета Щучанского района Челябинского округа Уральской области
До 2022 года — административный центр Нифанского сельсовета.

## Население
| 1989 | 2002 | 2010 |
| ---- | ---- | ---- |
| 724  | ↘656 | ↘597 |

По данным переписи 1926 года в селе проживало 1199 человек (578 мужчин и 621 женщина), в том числе: русские составляли 100 % населения.
Ныне в селе проживают русские, башкиры, татары, казахи.

## Известные уроженцы, жители
Бобнев, Константин Михайлович (1918—1993) — генерал-майор инженерных войск Советской Армии, участник Великой Отечественной войны.

## Инфраструктура
Личное подсобное хозяйство с зоной сельскохозяйственного использования, индивидуальная застройка усадебного типа.

## Транспорт
Село доступно по автодороге 37Н-2317.